# トロピノンレダクターゼII
トロピノンレダクターゼII（tropinone reductase II, TR-II）は、次の化学反応を触媒する酸化還元酵素である。
プソイドトロピン + NADP+ {\displaystyle \rightleftharpoons } トロピノン + NADPH + H+
反応式の通り、この酵素の基質はプソイドトロピンとNADP+、生成物はトロピノンとNADPHとH+である。
組織名はpseudotropine:NADP+ 3-oxidoreductaseで、別名にtropinone (psi-tropine-forming) reductase, pseudotropine forming tropinone reductase, tropinone reductase (ambiguous)がある。